# Phlebopterum angulatum
Phlebopterum angulatum är en insektsart som beskrevs av Melichar 1902. Phlebopterum angulatum ingår i släktet Phlebopterum och familjen Flatidae. Inga underarter finns listade i Catalogue of Life.